# 瓦西里·烏特金
瓦西里·维亚切斯拉沃维奇·乌特金（羅馬化：Vasiliy Vyacheslavovich Utkin；1972年3月6日—2024年3月19日），俄罗斯体育评论员及记者、作家、主持人、电视和广播节目主持人、艺人和演员。
据许多同事、球员和媒体称，乌特金创造了俄罗斯现代体育新闻的地位，是最有才华、最知名的俄语足球评论员。